# Aristarchè
Aristarchè est une figure mythologique et légendaire grecque considérée par Strabon (60 avJC - 20 apJC) comme la fondatrice de Massalia (Marseille).

## Légende
Un groupe de Phocéens en fuite devant l'invasion perse aurait fait escale à Éphèse. Là l'oracle leur enjoit  de prendre pour chef et guide de navigation (hégémon)désigné par la déesse Artémis d'Ephèse. La déesse parut en rêve à Aristarché, une des femmes les plus estimées de la région. C'est pourquoi elle se présenta aux Phocéens et embarqua avec les Phocéens en emportant des objets religieux afin de fonder un temple voué à Artémis.  
En arrivant à Massalia (c'est ainsi qu'est alors nommée Marseille), les Phocéens érigèrent le temple à Artémis d'Ephèse et honorèrent particulièrement Aristarché, en la désignant comme prêtresse.  
Ceci explique la mention d'un éphésion dédié à la déesse à Marseille dans la version de Strabon,,,,. Car selon Strabon, à Massilia se trouve une replique de l'Éphesion,. 
Strabon est le seul qui rapporte cette version de la fondation de Marseille, bien différente du chronologiquement plus proche mythe fondateur de Marseille d'Aristote (384-322 avJC) et de Trogue Pompée, ce dernier racontant le mariage entre Gyptis, fille du roi Nan, et le Phocéen nommé Prôtis.

## Référence
1. ↑  « L'Éphésienne hors d'Éphèse », sur www.cndp.fr (consulté le 5 juillet 2018)
2. 1 2  Belayche, Nicole, « Religions de Rome et du monde romain. Conférences de l’année 2013-2014 », Annuaire de l'École pratique des hautes études (EPHE), Section des sciences religieuses. Résumé des conférences et travaux, no 122,‎ 1er septembre 2015 (ISSN 0183-7478, lire en ligne, consulté le 5 juillet 2018)
3. ↑  « L'Éphésienne hors d'Éphèse », sur www.cndp.fr (consulté le 4 juillet 2018)
4. ↑  Corinne Bonnet, « Des chapelles d’or pour apaiser les dieux.
Au sujet des aphidrymata carthaginois offerts à la métropole tyrienne en 310 av. J.-C. », MYTHOS • NUMERO 9,‎ 2015, p. 71-86 (lire en ligne)
5. ↑  Nic Ulmi, « La vie nomade des dieux antiques », Le Temps,‎ 16 octobre 2016 (lire en ligne, consulté le 4 juillet 2018)
6. ↑  François de Polignac, « Divinités régionales et divinités communautaires dans les cités archaïques », dans Les Panthéons des cités : Des origines à la Périégèse de Pausanias, Presses universitaires de Liège, coll. « Kernos suppléments », 24 juin 2013 (ISBN 9782821828964, lire en ligne), p. 23–34
7. 1 2  « Aristarchè, vers 600 av. J.C. - AFV », sur afv-marseille.org (consulté le 4 juillet 2018)
8. ↑  un Éphésion étant un temple dédié à Artémis d'Éphèse